# Maraton MTB

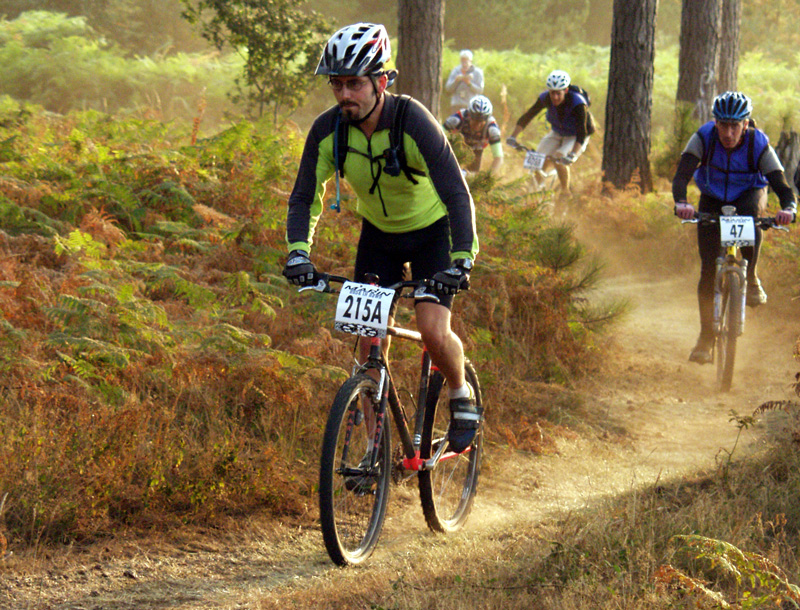
Maraton MTB

Maraton MTB (ang. bike-marathon) – dyscyplina kolarstwa górskiego polegająca na ściganiu się kolarzy na długiej, wytrzymałościowej trasie o zmiennym profilu i zmiennej nawierzchni.

## Maratony amatorskie
Maraton jako dyscyplina zaczął być organizowany najpierw jako impreza amatorska dla miłośników kolarstwa górskiego. Z czasem wyścigi te zaczęły gromadzić wielkie rzesze rowerzystów. Zawodnicy 
musieli pokonywać duże odległości, często nawet od 80 do 200 km w ciężkim terenie, chociaż najczęściej spotykane długości maratonów w imprezach amatorskich to 45–70 km.

## Maraton jako dyscyplina UCI

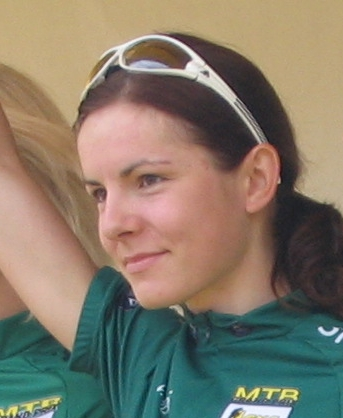
Maja Włoszczowska

Międzynarodowa Unia Kolarska, widząc jakim zainteresowaniem cieszy się nowy sposób uprawiania kolarstwa, postanowiła włączyć maraton do rozgrywek Pucharu Świata i Mistrzostw Świata. Pierwsze zawody z cyklu Mistrzostw Świata w maratonie MTB odbyły się w 2003 roku w szwajcarskim Lugano. Pierwszą mistrzynią świata w tej dyscyplinie została Polka – Maja Włoszczowska.